# Précy-sur-Marne
Précy-sur-Marne település Franciaországban, Seine-et-Marne megyében. Lakosainak száma 760 fő (2022. január 1.). Précy-sur-Marne Charmentray, Fresnes-sur-Marne, Jablines és Trilbardou községekkel határos.

## Népesség
A település népességének változása:
| Lakosok száma | 811  | 799  | 804  | 803  | 811  | 809  | 797  | 779  | 760  |
|               | 2013 | 2015 | 2016 | 2017 | 2018 | 2019 | 2020 | 2021 | 2022 |